# Philodromus domesticus
Philodromus domesticus là một loài nhện trong họ Philodromidae.
Loài này thuộc chi Philodromus. Philodromus domesticus được Benoy Krishna Tikader miêu tả năm 1962.